# Jean-Jacques Chagnaud
Pour les articles homonymes, voir Chagnaud.
Jean-Jacques Chagnaud, né le 7 mars 1953, est un coloriste de bande dessinée français, il débute au journal Pif Gadget en 1973.

## Biographie
D'origine charentaise, Jean-Jacques Chagnaud accomplit ses obligations militaires puis, en 1972, se rend à Paris où il occupe un emploi alimentaire de chef de quai de nuit aux halles de Rungis. Il rencontre le dessinateur Philippe Luguy, qui l'embauche à la rédaction de Pif Gadget à partir de 1973, puis à de nombreux autres magazines. Son premier essai porte sur le personnage de Sylvio Grillon. Il travaille alors de manière classique, à la main. Par la suite, il utilise sans réticence les outils informatiques. Il collabore avec des auteurs comme Rodolphe, Julio Ribera, Paul Gillon, Fred...
Il s'installe à Lizio en 1996, avec son épouse et leurs enfants. En 2003, il fait partie des invités d'honneur au festival BD en Bordelais. En 2012, l'association Art & Renaissance organise une rétrospective de sa carrière à Guéhenno. 

## Œuvres
- 1975 : Le Vagabond des Limbes
- 1985 : Le pays d'Aslor
- 1988 : Les Insurgents ;  (ISBN 2-7234-0859-0)
- 1989 : L'Habit rouge ;  (ISBN 2-7234-1153-2)
- 1992 : La Mouette ;  (ISBN 2-7234-1473-6)
- 1993 : 666
- 1996 : Le Bras du démon
- 1998 : Le Chant d'Excalibur; Tome 1
- 1999 : Vieux Fou !
- 1999 à 2007 : Le roman de Malmort
- 2003 : Petit d'homme ; Tome 3 ;
- 2004 : Où le regard ne porte pas...[4],[5] - Grand prix RTL de la bande dessinée[6], Prix Saint-Michel de la meilleure BD francophone[7]
- 2004 : Piccolo le fou triste
- 2005 : Black Op
- 2006 : La Liste 66[8].
- 2007 : Voyageur
- 2008 : Croisade
- 2014-2016 : Le Gouffre de Padirac (couleur), avec  et Laurent Bidot (scénario) et Lucien Rollin (dessin), Glénat, (coll. « Grafica ») :

1. Edouard-Alfred Martel et l'incroyable découverte[9],
2. L'invention d'une visite extraordinaire,
3. Retour sur de fabuleux exploits.